# مايكل دن (ممثل)
مايكل دن (بالإنجليزية: Michael Dunn) مواليد 20 أكتوبر 1934 في أوكلاهوما، الولايات المتحدة - الوفاة 30 أغسطس 1973 في لندن، هو ممثل أمريكي درس في جامعة ميشيغان.

## الأعمال
- سفينة السفهاء
- بونانزا
- كن ذكيا

## روابط خارجية
- مايكل دان على موقع IMDb (الإنجليزية)
- مايكل دان على موقع ألو سيني (الفرنسية)
- مايكل دان على موقع ميوزك برينز (الإنجليزية)
- مايكل دان على موقع تيرنر كلاسيك موفيز (الإنجليزية)
- مايكل دان على موقع أول موفي (الإنجليزية)
- مايكل دان على موقع قاعدة بيانات برودواي على الإنترنت (الإنجليزية)
- مايكل دان على موقع قاعدة بيانات الأفلام السويدية (السويدية)
- مايكل دان على موقع إن إن دي بي (الإنجليزية)
- مايكل دان على موقع قاعدة بيانات الفيلم (الإنجليزية)
- مايكل دان على موقع كينوبويسك (الروسية)